# Imma albotaeniana
Imma albotaeniana is een vlinder uit de familie van de Immidae. De wetenschappelijke naam van de soort is voor het eerst geldig gepubliceerd in 1901 door Sauber.